# Лурье-Гиберман, Полина Израилевна
Полина Израилевна Лурье-Гиберман (также Паулина Израилевна, Гиберман-Лурье и Песя Израилевна Гиберман, урождённая Песя Израилевна Лурье; 15 марта 1862, Винница, Подольская губерния — после 1916) — русский врач (акушер-гинеколог), переводчица
 медицинской литературы.

## Биография
Песя Израилевна Лурье родилась в Виннице в семье одесского купца второй гильдии Израиля Ароновича Лурье (1829—?) и Флореи Лурье (1840—?). В 1877 году окончила киевскую Фундуклеевскую женскую гимназию, в 1878—1880 годах училась на физико-математическом отделении Киевских высших женских курсов, потом на Санкт-Петербургских высших женских медицинских курсах (окончила в 1888 году). Работала врачом-акушером в киевской Еврейской больнице и Мариинском повивальном доме в Санкт-Петербурге.
Возвратившись в Киев, в 1895 году открыла медицинскую практику со специализацией по женским болезням, а также частный родильный «приют для беременных, рожениц и родильниц». В начале 1890-х годов приняла участие в коллективном переводе «Эрфуртской программы» под редакцией Богдана Кистяковского. В 1897—1898 годах принимала участие в деятельности екатеринославской группы киевского Союза борьбы за освобождение рабочего класса, предоставляя свою квартиру для встреч других членов организации. В частности, Н. А. Бердяев в объяснительной записке в департамент полиции в 1898 году был вынужден дать объяснения по поводу своего знакомства с женщиной-врачом П. И. Гиберман; так, по данным полиции, он принимал участие в проходившем в её доме 28 февраля 1898 года собрании.
В конце 1890-х годов П. И. Гиберман-Лурье была в числе руководителей деятельностью Красного креста в Киеве, позже переехала в Петербург, где ранее поселилась её соученица по гимназии и высшим женским медицинским курсам, младшая сестра её мужа — врач Мария Петровна Гиберман (в замужестве Воронцова, 1861 — после 1927), вышедшая замуж за экономиста В. П. Воронцова. В Петербурге она продолжила заниматься частной гинекологической практикой, а позднее целиком сосредоточилась на переводах. Была постоянным сотрудником журнала «Современная медицина и гигиена». Помимо научной литературы переводила также работы культурологического характера и художественную прозу.
Рано осталась вдовой. Жила на Можайской улице, № 20, позже на Большой Московской улице, № 18—12, затем 
в нескольких квартирах на Васильевском острове (во всех квартирах на Васильевском острове П. И. Лурье-Гиберман жила вместе с дочерью Еленой, её мужем И. Б. Шаргеем и их сыном Александром, а после смерти зятя — с дочерью).

## Семья
- Муж — Исаак (Пётр) Пинхасович Гиберман, технолог. Сын — Александр Исаакович Гиберман (1 марта 1886, Киев — 1906)[18][19].
  - Дочь, Елена Петровна (Исааковна) Гиберман (во втором браке Кареева, 5 июля 1887, Киев — 1959)[20], с 1906 года состояла в браке с уроженцем Бердичева Игнатием Бендитовичем Шаргеем (1873—1910), отцом будущего учёного Александра Игнатьевича Шаргея; в 1921 году, будучи учительницей в Киеве, она оформила пасынку документы на имя уроженца Луцка Юрия Васильевича Кондратюка, 1900 года рождения, под которыми он прожил до конца жизни и приобрёл посмертную научную известность. В 1914 году она вновь вышла замуж за потомственного дворянина, историка Константина Николаевича Кареева (1883—1945), сына почётного члена Академии наук СССР, историка Николая Ивановича Кареева[21] и брата писательницы Елены Николаевны Верейской. Дети её двоюродной сестры — поэты Юрий Мандельштам и Татьяна Штильман.

## Переводы П. И. Лурье-Гиберман
- Александр Чемпин. Техника хлороформирования: для врачей и студентов. Перевод врача П. И. Гиберман. СПб: В. С. Эттингер, 1898.
- Уильям Ричард Гоуэрс. Истерия. В общедоступном изложении врача П. И. Гиберман. СПб: Типография журнала «Народное здравие», 1901.
- Юлиус Липперт. История культуры в отдельных очерках. СПб: Санкт-Петербургская электропечатня, 1902.
- Поль Рейс. Основы физики, метеорологии и математической географии: с многочисленными вопросами для упражнений и задачами. СПб: Санкт-Петербургская электропечатня на Вознесенском, 1902.
- Фердинанд Блюменталь[нем.]. Патология мочи у постели больного: для врачей и студентов. Перевод с немецкого врача П. И. Лурье-Гиберман. СПб: Издание журнала «Современная медицина и гигиена», 1904.
- Эдуард Ланг. Учебник половых болезней. Перевод с немецкого доктора П. И. Лурье-Гиберман. СПб: Издание журнала «Современная медицина и гигиена», 1905.
- С. Каминер, Г. Сенатор. Кровное родство и брак, последствия для потомства. Психические болезни и брак. Алкоголизм, морфинизм и брак. В 2-х выпусках. Перевод с немецкого доктора П. И. Лурье-Гиберман. СПб: Издание журнала «Современная медицина и гигиена», 1906.
- Леопольд Левенфельд. Умственный труд и его гигиена. Перевод с немецкого доктора П. И. Лурье-Гиберман. СПб: Издание журнала «Современная медицина и гигиена», 1907.
- Х. Пашкис. Косметика в изложении для врачей. Перевод с немецкого доктора П. И. Гиберман. СПб: Издание журнала «Современная медицина и гигиена», 1907.
- Франц Кёниг. Учебник общей хирургии. В 2-х тт. Перевод с немецкого доктора П. И. Лурье-Гиберман. СПб: Издание журнала «Современная медицина и гигиена», 1907.
- Пауль Майер. Климатотерапия и бальнеотерапия. Перевод с немецкого доктора П. И. Лурье-Гиберман. СПб: Издание журнала «Современная медицина и гигиена», 1908.
- Георг Цюльцер[нем.]. Химическая и микроскопическая диагностика: практическое руководство для учащихся и врачей. Перевод с немецкого доктора П. И. Лурье-Гиберман. СПб: Издание журнала «Современная медицина и гигиена», 1908.
- Франк Ведекинд. Пьесы (в 2-х тт.). Ящик Пандоры: Трагедия в 3 действиях. Пер. П. Гиберман. СПб: Шиповник, 1908.
- Леопольд Левенфельд. Половая жизнь и находящиеся в связи с ней нервные болезни: с прибавлением профилактики и лечения половой нейрастении. Перевод с немецкого доктора П. И. Лурье-Гиберман. СПб: Издание журнала «Современная медицина и гигиена», 1909.
- Альфред Фурнье. Руководство к патологии и терапии сифилиса: третичный период. Перевод с французского врача П. И. Лурье-Гиберман. СПб: Издание журнала «Современная медицина и гигиена», 1909.
- Иван Блох. Половая жизнь нашего времени и её отношение к современной культуре. Перевод с немецкого доктора П. И. Лурье-Гиберман. СПб: Издание журнала «Современная медицина и гигиена», 1910.
- Герман Фелинг. Оперативное акушерство в частной практике и клинике. Перевод с немецкого доктора П. И. Лурье-Гиберман. СПб: Издание журнала «Медицинский современник», 1911.
- Клара Фибих. Собрание сочинений в 9 тт. Перевод П. Лурье-Гиберман. Т. 1: Хлеб насущный. Москва: В. М. Саблин, 1911.
- Арнольд Вильке. Болезни обмена веществ и конституциональные аномалии с обращением особого внимания на физико-диэтическое лечение. Перевод с немецкого доктора П. И. Гиберман-Лурье. СПб: Издание журнала «Современная медицина и гигиена», 1912.
- Иван Блох. История проституции. Авторизованный перевод с немецкого врача П. И. Лурье-Гиберман. СПб: К. Л. Риккер, 1913.
- Альфред Вольф. Учебник половых болезней. Петроград: Издание журнала «Современная медицина и гигиена», 1916.